# Mercat objectiu
Un mercat objectiu, també conegut com a a mercat d'obtenció de servei (en anglès serviceable obtainable market o SOM), és un grup de clients dins del mercat disponible de servei d'una empresa al qual una empresa dirigeix els seus esforços i recursos de màrqueting. Un mercat objectiu és un subconjunt del mercat total d'un producte o servei.
El mercat objectiu normalment consisteix en consumidors que presenten característiques similars (com ara edat, ubicació, ingressos o estil de vida) i que es consideren més propensos a comprar les ofertes del mercat d'una empresa o que probablement siguin els segments més rendibles per a l'empresa per donar servei per part d'OCHOM.
Un cop identificats els mercats objectiu, l'empresa normalment adaptarà el màrqueting mix (4 P) tenint en compte les necessitats i expectatives de l'objectiu. Això pot implicar la realització d'investigacions addicionals sobre els consumidors per tal d'obtenir una visió profunda de les motivacions del consumidor típic, els hàbits de compra i els patrons d'ús dels mitjans.
L'elecció d'un mercat objectiu adequat és un dels passos finals del procés de segmentació del mercat. L'elecció d'un mercat objectiu depèn en gran manera del criteri del venedor, després de realitzar una investigació bàsica per identificar aquells segments amb més potencial per al negoci.
Ocasionalment, una empresa pot seleccionar més d'un segment com a focus de les seves activitats, en aquest cas, normalment identificaria un objectiu principal i un objectiu secundari. Els mercats objectiu primari són aquells segments de mercat als quals es dirigeixen principalment els esforços de màrqueting i on es destinen més recursos de l'empresa, mentre que els mercats secundaris solen ser segments més petits o menys vitals per a l'èxit d'un producte.
Seleccionar el mercat objectiu "correcte" és una decisió complexa i difícil. Tanmateix, s'han desenvolupat diverses heurístiques per ajudar a prendre aquesta decisió.

## Definició
Un mercat objectiu és un grup de clients (individus, llars o organitzacions), per als quals una organització dissenya, implementa i manté un màrqueting mix adequat a les necessitats i preferències d'aquest grup.
El màrqueting objectiu va en contra del màrqueting massiu. Implica identificar i seleccionar segments específics per a una atenció especial. L'orientació, o la selecció d'un mercat objectiu, és només una de les moltes decisions que prenen els venedors i els analistes de negocis durant el procés de segmentació.
Alguns exemples de mercats objectiu utilitzats a la pràctica inclouen:
- Rolls-Royce (vehicles de motor): persones riques que busquen el màxim de prestigi i luxe.

- Bosses de mà Dooney i Bourke: adolescents i dones joves menors de 35 anys

## Fons

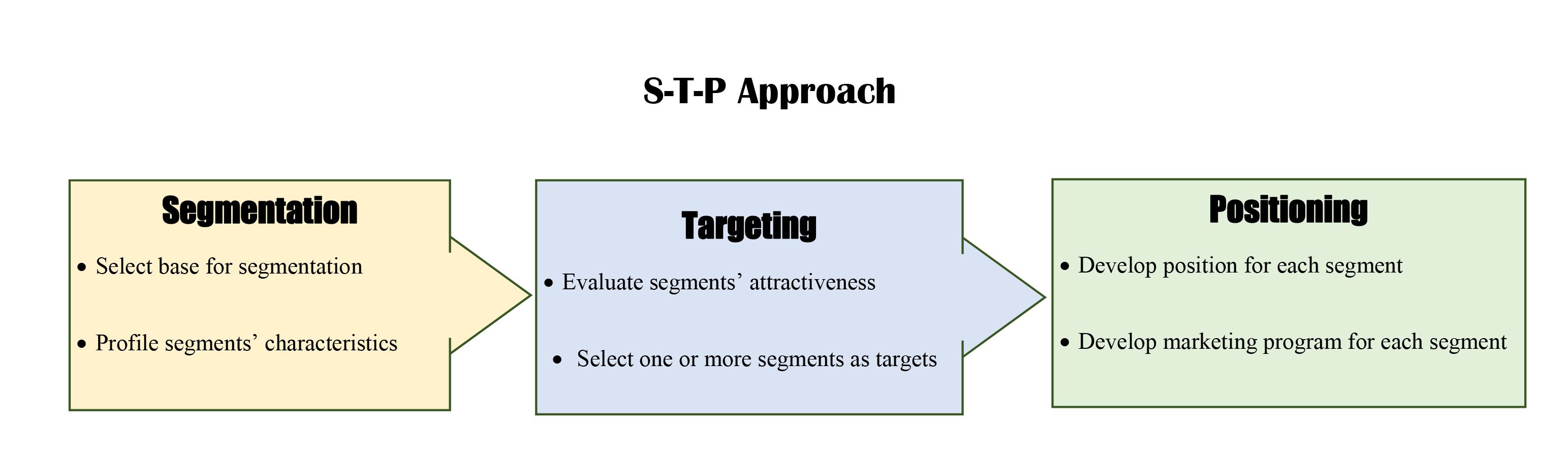
La selecció del mercat objectiu és el segon pas de l'enfocament STP

La selecció d'un mercat objectiu (o mercats objectiu) forma part del procés global conegut com a STP (Segmentation → Targeting → Positioning, o bé, S egmentació → Objectiu → Posicionament). Abans que una empresa pugui desenvolupar una estratègia de posicionament, primer ha de segmentar el mercat i identificar l'objectiu (o objectius) de l'estratègia de posicionament. Això permet a l'empresa adaptar les seves activitats de màrqueting tenint en compte les necessitats, desitjos, aspiracions i expectatives dels clients objectiu. Això permet a l'empresa utilitzar els seus recursos de màrqueting de manera més eficient, donant lloc a esforços de màrqueting més eficients en costos i temps. Permet una comprensió més rica dels clients i, per tant, permet la creació d'estratègies i tàctiques de màrqueting, com ara el disseny del producte, el preu i la promoció, que connectaran amb el cor i la ment dels clients. A més, l'orientació permet recollir dades més precises sobre les necessitats i comportaments dels clients i després analitzar aquesta informació al llarg del temps per tal de refinar les estratègies de mercat de manera eficaç.
La segmentació del mercat és el primer pas del procés STP. En aquesta etapa de la planificació, l'empresa determina el mercat potencial o el mercat total adreçable (TAM). Aquest és el conjunt de clients actuals i potencials, i també pot incloure influenciadors rellevants. Per exemple, el mercat potencial o TAM dels productes d'higiene femenina es podria definir com totes les dones d'entre 14 i 50 anys. Com que aquest és un mercat molt ampli tant en termes demogràfics com de necessitats, aquest mercat es pot segmentar per veure si es poden trobar grups interns amb diferents necessitats de producte. En altres paraules, el mercat busca oportunitats basades en el mercat que s’ajustin bé amb els seus productes actuals o si cal crear noves ofertes de productes/serveis per a segments específics del mercat global.

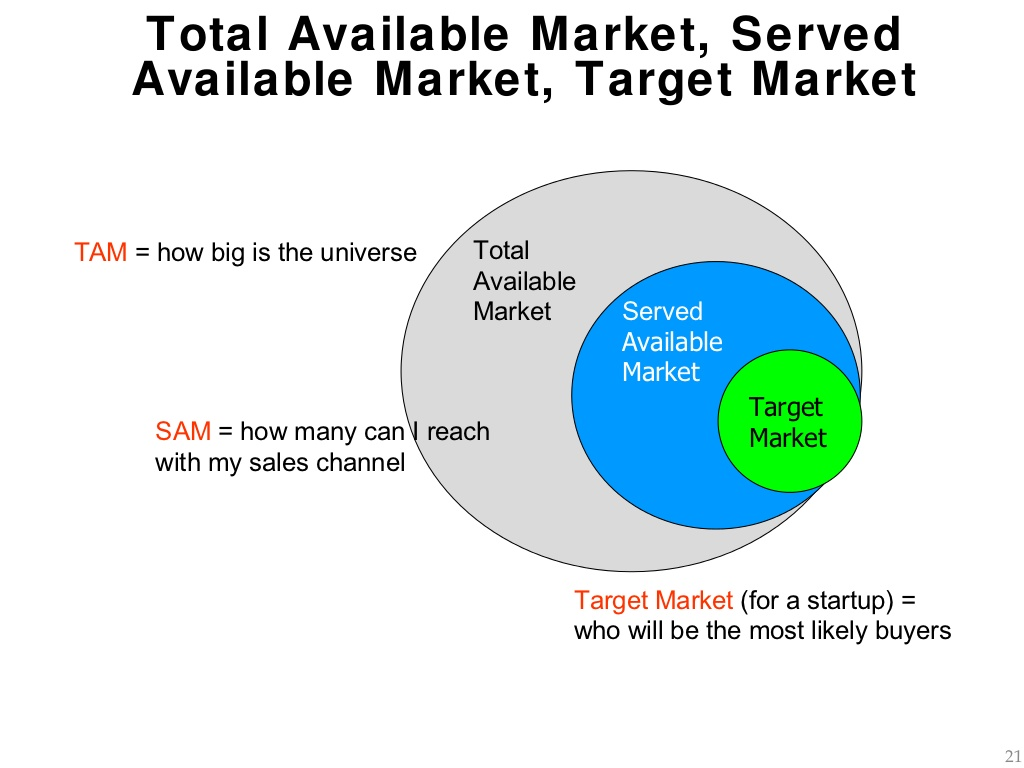
Diagrama d'Euler que mostra la relació entre el mercat objectiu, el mercat disponible servit (SAM) i el mercat disponible total (TAM)

## La segmentació del mercat
Els mercats generalment es divideixen en dos grans tipus, a saber, mercats de consum i mercats empresarials. Un mercat de consum està format per persones o llars que compren béns per al consum privat i no tenen la intenció de revendre aquests béns per obtenir beneficis. Un mercat empresarial està format per persones o organitzacions que compren béns per a una de les tres finalitats principals; a) per a la revenda; (b) per al seu ús en la producció d'altres béns o serveis i; (c) per a ús general en operacions comercials diàries. Els enfocaments de la segmentació variaran en funció de si el mercat total disponible (TAM) és un mercat de consum o un mercat empresarial.
El procés de segmentar un mercat total disponible en grups més petits i homogenis s’anomena segmentació del mercat. Per fer-ho, es poden utilitzar diferents criteris de segmentació, com ara demogràfics, geogràfics, psicogràfics, de comportament o basats en necessitats. Per exemple, una segmentació demogràfica dels homes adults podria donar lloc als segments: Homes 18-24; Homes 25-39; Homes 40-59 i Homes 60+. Mentre que una segmentació psicogràfica podria donar lloc a segments com els solters joves, les famílies tradicionals, els socialment conscients i els conservadors. La identificació de la demanda i l'oportunitat del consumidor dins d'aquests segments hauria de permetre al venedor identificar els segments més profitables.
Encara que hi ha moltes maneres diferents de segmentar un mercat, les bases més habituals utilitzades a la pràctica són:
- Geogràfic: adreça residencial, ubicació, clima, regió.
- Segmentació demogràfica / socioeconòmica: gènere, edat, ingressos, ocupació, situació socioeconòmica, nivell educatiu, estat familiar, estat civil, grup ètnic, afiliació religiosa.
- Psicogràfic: actituds, valors, creences, interessos i estils de vida.
- Comportament: ocasió d'ús, grau de fidelitat, estat de l'usuari, disponibilitat per a la compra[8]
- Segmentació basada en necessitats: relació entre les necessitats del client per a característiques específiques i els beneficis del producte o servei[9]

Quan segmenta el mercat, l'analista de màrqueting elabora perfils detallats de cada segment creat. Aquests perfils mostren com són de semblants els consumidors d'un mateix segment i com són de diferents els consumidors de segments diferents. El perfil del segment serveix per a mesurar com de bé les ofertes d'una empresa cobreixen les necessitats dels segments variats. En un perfil es pot incloure tot tipus d'informació rellevant per al producte o servei, com ara característiques demogràfiques bàsiques, costums de compra, voluntat de despesa, beneficis desitjats, preferències de marca, fidelitat al producte, freqüència d'ús i qualsevol altra dada pertinent per al tema que es tracti.
El perfil del segment ajuda en el procés de presa de decisions i té una sèrie d'avantatges específics:
- Ajuda a determinar els segments que són més atractius per al negoci
- Proporciona dades quantitatives sobre els segments per a una avaluació més objectiva de l'atractiu del segment
- Ajuda a adaptar l'oferta de producte o servei a les necessitats dels diferents segments
- Proporciona informació bàsica per ajudar amb l'orientació
- Assignar els recursos de l'empresa de manera eficaç

Després de perfilar tots els segments de mercat formats durant el procés de segmentació, es realitza una anàlisi detallada del mercat per identificar un o més segments que mereixen una investigació addicional. Es poden dur a terme investigacions addicionals en aquest moment per determinar quins segments requereixen una anàlisi detallada amb el potencial de convertir-se en segments objectiu.

## Selecció del mercat objectiu
Una consideració clau a l'hora de seleccionar els mercats objectiu és si les necessitats dels clients són prou diferents per garantir la segmentació i l'orientació. En el cas que les necessitats dels clients a tot el mercat siguin relativament similars, l'empresa pot decidir utilitzar un enfocament indiferenciat. D'altra banda, quan les necessitats dels clients són diferents entre els segments, es justifica un enfocament diferenciat (és a dir, orientat). En determinades circumstàncies, l'anàlisi de segmentació pot revelar que cap dels segments ofereix oportunitats reals i l'empresa pot decidir no entrar al mercat.
Quan un venedor entra a més d'un mercat, els segments sovint s'etiqueten com a mercat objectiu primari i mercat objectiu secundari. El mercat primari és el mercat objectiu seleccionat com a focus principal de les activitats de màrqueting i la majoria dels recursos de l'empresa s'assignen a l'objectiu principal. És probable que el mercat objectiu secundari sigui un segment que no sigui tan gran com el mercat primari, però pot tenir potencial de creixement. Alternativament, el grup objectiu secundari podria estar format per un nombre reduït de compradors que representen una proporció relativament alta del volum de vendes, potser a causa del valor de compra, la freqüència de compra o la fidelitat.
Pel que fa a l'avaluació dels mercats, tres consideracions bàsiques són essencials:
- Mida i creixement del segment
- Segment d'atractiu estructural
- Compatibilitat amb els objectius i recursos de l'empresa.

Tanmateix, aquestes consideracions són una mica subjectives i requereixen alts nivells de judici directiu. En conseqüència, els analistes han recorregut a mesures més objectives de l'atractiu del segment. Històricament s'han utilitzat una sèrie d'enfocaments diferents per seleccionar els mercats objectiu. Aquests inclouen:
Criteri de distància: sota aquest enfocament, l'empresa intenta definir l'àrea de captació geogràfica principal de l'empresa mitjançant la identificació de persones que viuen a una distància predeterminada de l'empresa. Per a un minorista o proveïdor de serveis, la distància pot ser d'uns 5 km; per a una destinació turística nacional, la distància podria ser de 300 km. Aquest mètode s'utilitza àmpliament a la venda al detall.
Criteri de vendes: mitjançant aquest mètode, l'empresa assigna els seus recursos als mercats objectiu en funció dels patrons de vendes històrics. Aquest mètode és especialment útil quan s'utilitza juntament amb les taxes de conversió de vendes. Aquest mètode s'utilitza a la venda al detall. Un desavantatge del mètode és que suposa que les vendes anteriors es mantindran constants i no té en compte el potencial incremental del mercat.
Mètodes d'enquesta d'interès: aquest mètode s'utilitza per identificar nous potencials comercials. La investigació primària, normalment en forma d'enquestes, identifica persones que no han comprat un producte o servei, però tenen actituds positives i mostren cert interès a fer una compra a curt termini. Tot i que aquest mètode supera alguns dels inconvenients d'altres mètodes, és car fins i tot quan s'utilitza investigació sindicalitzada.
Relació de cadena i mètodes d'indexació: aquest mètode s'utilitza en el màrqueting de productes de marca i al detall. Implica classificar segments de mercat alternatius en funció dels índexs actuals. Els índexs molt utilitzats són l' índex de categories i l'índex de marca. L'índex de categories mesura els patrons generals dins de la categoria de producte, mentre que l'índex de marca calcula el rendiment d'una marca determinada dins de la categoria. En dividir l'índex de categories per l'índex de marca, es pot obtenir una mesura del potencial del mercat.

### Segmentació i segmentació internacional
Per a tenir èxit en l'expansió internacional, és molt important segmentar i orientar els mercats internacionals. Però el procés de triar quins mercats i quins consumidors són els més adequats és difícil per la diversitat dels mercats estrangers en termes de risc i atractiu de mercat. Les decisions d'orientació als mercats internacionals són més complexes que les nacionals.
Un corrent establert de literatura centrada en la Segmentació del Mercat Internacional (IMS) suggereix que la segmentació internacional i les decisions d'orientació utilitzen un procés de dues etapes:
1. Macrosegmentació (avaluar els països per a l'atractiu del mercat, és a dir, la mida del mercat, el potencial del mercat)
2. Micro-segmentació (és a dir, a nivell de consumidor basat en valors personals i valors socials)
En els focus de la primera etapa es recull informació comparativa de diferents països per a trobar els mercats més interessants per a entrar-hi. Això és més fàcil perquè hi ha moltes dades disponibles per a macrovariables. La majoria dels governs tenen dades del cens d'empreses i també dades d'una gran varietat d'indicadors socials i econòmics que serveixen per a mesurar l'atractiu de diferents llocs.

## Posicionament
El posicionament és el pas final de l'enfocament de planificació STP (Segmentació → Orientació → Posicionament). El posicionament fa referència a les decisions sobre com presentar l'oferta d'una manera que ressoni amb el mercat objectiu. Durant la investigació i anàlisi realitzada durant el procés de segmentació i segmentació, el venedor haurà obtingut informació sobre què motiva els consumidors a comprar un producte o una marca. Aquests coneixements es poden utilitzar per informar el desenvolupament de l'estratègia de posicionament.
Les empreses solen fer una declaració de posicionament detallada que conté la definició del públic objectiu, la necessitat del mercat, el nom i la categoria del producte, el benefici principal que ofereix i la diferenciació del producte respecte a altres opcions competidores. L'estratègia de comunicació és la forma principal que tenen les empreses per a transmetre la seva declaració de posicionament al mercat objectiu.

## Màrqueting mix (4 Ps)
Un cop realitzada la segmentació, els mercats objectiu seleccionats i l'estratègia de posicionament desenvolupada, el màrqueting pot començar a configurar el màrqueting mix (o programa de màrqueting) al voltant de les necessitats, desitjos i motivacions del públic objectiu. El màrqueting mix tradicional fa referència a quatre grans nivells de decisió de màrqueting, a saber: producte, preu, promoció i lloc. Quan s'implementen amb èxit, aquestes activitats haurien de lliurar els productes o serveis d'una empresa als consumidors d'una manera rendible. Les quatre activitats bàsiques de màrqueting inclouen: producte, preu, lloc i promoció.
El màrqueting mix és la combinació de tots els factors a les ordres d'un director de màrqueting per satisfer el mercat objectiu. Els elements del màrqueting mix són: Producte : l'article o servei que s'ofereix, a través de les seves característiques i beneficis per al consumidor i com es posiciona dins del mercat, ja sigui un producte d'alta o baixa qualitat. Preu, és una referència als sacrificis que fa un consumidor per adquirir un producte i pot incloure costos tant monetaris com psicològics com la combinació del preu del bitllet, les formes de pagament i altres costos d'adquisició associats. El lloc es refereix a la manera com un producte arriba físicament al consumidor, on es ven el servei o l'article; també inclou els canals de distribució en què l'empresa utilitza per fer arribar al mercat productes o serveis. Finalment, Promoció fa referència a les comunicacions de màrqueting utilitzades per transmetre l'oferta als consumidors i poden incloure; venda personal, publicitat, relacions públiques i clients, promoció de vendes i qualsevol altra activitat de comunicació amb els mercats objectiu.
La primera referència al terme, la "mescla de màrqueting" va ser afirmada cap a l'any 1950 per Neil H. Borden. Borden va utilitzar per primera vegada el terme "mix de màrqueting" en una adreça donada mentre era president de l'Associació Americana de Màrqueting a principis dels anys cinquanta. Per exemple, se sap que va utilitzar el terme "mix de màrqueting" en el seu discurs presidencial donat a l' Associació Americana de Màrqueting el 1953. Tanmateix, en aquella etapa, teòrics i acadèmics no estaven d'acord sobre quins elements integraven l'anomenat màrqueting mix. En canvi, es van basar en llistes de verificació o llargues classificacions de factors que calia tenir en compte per entendre les respostes dels consumidors. No va ser fins al 1960 quan E. Jerome McCarthy va publicar la seva obra, ara clàssica, Basic Marketing: A Managerial Approach que la disciplina va acceptar les 4 P com a elements centrals del màrqueting mix. A la dècada de 1980, les 4 P es van modificar i ampliar per utilitzar-les en la comercialització de serveis, que es creia que posseïen característiques úniques que necessitaven un programa de màrqueting diferent. Les 7 Ps comunament acceptades del màrqueting de serveis inclouen: les quatre P originals de producte, preu, lloc, promoció més participants (persones), proves físiques i procés.

### Producte
Un 'Producte' és "alguna cosa o qualsevol cosa que es pot oferir als clients per a l'atenció, l'adquisició o el consum i satisfer algun desig o necessitat". El producte és el mitjà principal per demostrar com una empresa es diferencia de les ofertes competitives del mercat. Les diferències poden incloure la qualitat, la reputació, els avantatges del producte, les característiques del producte, la marca o l'embalatge.

### Preu
El preu ofereix als clients una mesura objectiva del valor. El preu pot ser un senyal important de la qualitat del producte. Els preus també poden atraure segments de mercat específics. Per exemple, els preus premium s'utilitzen quan l'objectiu és un segment més ric, però es pot utilitzar una estratègia de preu més baix quan els consumidors conscients dels preus són l'objectiu. El preu també es pot utilitzar tàcticament, com a mitjà per anunciar, breus períodes de preus més baixos augmenten les vendes per diverses raons, com ara canviar els excés de productes o béns fora de temporada.

### Lloc
El lloc fa referència a la facilitat amb què els clients potencials poden accedir al producte. Així doncs, un producte o empresa no necessita estar a prop de la seva clientela, sinó que ha de procurar que el seu producte sigui el més accessible possible. Per aconseguir la màxima eficàcia, els canals de distribució han de determinar on és més probable que el mercat objectiu compri o utilitzi el producte. La distribució (o el lloc) també ha de tenir en compte les necessitats de segments especials, com ara les persones grans o les que es desplacen amb cadira de rodes. Per exemple, pot ser que les empreses hagin de proveir rampes per a l'accés amb cadira de rodes o vestidors per a les mares.

### Promoció
La promoció fa referència a "la comunicació de màrqueting que s'utilitza per donar a conèixer l'oferta als clients potencials i persuadir-los perquè la investiguin més". Pot contenir elements com ara: publicitat, relacions públiques, màrqueting directe i promoció de vendes. El màrqueting objectiu permet al venedor o l'equip de vendes personalitzar el seu missatge al grup de consumidors objectiu d'una manera enfocada. La investigació ha demostrat que la similitud racial, la congruència de rols, la intensitat de l'etiquetatge de la identificació ètnica, el coneixement compartit i la rellevància ètnica promouen efectes positius en el mercat objectiu. La investigació generalment ha demostrat que les estratègies de màrqueting objectiu es construeixen a partir de les inferències del consumidor de similituds entre alguns aspectes de l'anunci (per exemple, la imatge de la font, el llenguatge utilitzat, l'estil de vida representat) i les característiques del consumidor (per exemple, la realitat o el desig de tenir l'estil representat). Els consumidors estan convençuts per les característiques de l'anunci i les del consumidor.

## Estratègies de segmentació i segmentació
Els professionals del màrqueting han esbossat cinc estratègies bàsiques per a la segmentació i la identificació dels mercats objectiu: màrqueting indiferenciat o màrqueting massiu, màrqueting diferenciat, màrqueting concentrat (màrqueting de nínxol) i micromàrqueting (hipersegmentació).

### Màrqueting de masses (màrqueting no diferenciat)
El màrqueting massiu/màrqueting no diferenciat és un mètode que s’utilitza per dirigir-se a un gran nombre de persones per transmetre un missatge que els venedors volen que el mercat objectiu sàpiga (Ramya i Subasakthi). Quan la televisió va aparèixer per primera vegada, el màrqueting massiu es va emprar en gairebé totes les campanyes publicitàries per difondre un missatge a una multitud de persones. Els tipus d'anuncis que es mostraven a la televisió llavors sovint eren semblants entre ells i sovint intentaven fer gràcia als espectadors. Aquests mateixos anuncis es repetien a l'aire durant diverses setmanes/mesos per arribar al màxim d'espectadors possible, que és un dels avantatges del màrqueting indiferenciat. No obstant això, també hi ha inconvenients al màrqueting massiu, ja que no tothom té les mateixes opinions, per la qual cosa seria extremadament difícil comunicar el mateix missatge a un gran nombre de persones.

### Estratègia de màrqueting diferenciada
El màrqueting diferenciat és una tècnica en la qual s’elaboren missatges diferents per captar determinats segments de persones dins del mercat objectiu. No obstant això, el màrqueting diferenciat és un mètode que implica molts diners per dur-lo a terme. Com que els missatges varien cada vegada per anunciar missatges diferents, és extremadament car fer-ho, ja que cada vegada suposa un cost promocionar un missatge diferent. El màrqueting diferenciat també requereix molt de temps i esforç, ja que es necessita temps per crear idees i presentacions per comercialitzar els molts missatges diferents, també requereix molts recursos per aplicar aquesta tècnica. Però invertir tot el temps, diners i recursos en màrqueting diferenciat pot compensar si es fa correctament, ja que els diferents missatges poden arribar amb èxit al segment de persones objectiu i incentivar amb èxit el segment de persones objectiu perquè segueixi els missatges que s’anuncien.

### Màrqueting concentrat o màrqueting de nínxol
El màrqueting de nínxol és un terme utilitzat en els negocis que se centra a oferir els seus productes i serveis només en un mercat objectiu concret. Tot i ser atractiu per a les petites empreses, el màrqueting de nínxol es considera una estratègia de màrqueting complexa, ja que les empreses poden necessitar una recerca detallada i profunda per arribar al seu mercat objectiu concret per tenir èxit.
Segons Caragher, el màrqueting de nínxol és quan una empresa/empresa se centra en un aspecte particular o grup de consumidors per lliurar el seu producte i màrqueting. El màrqueting de nínxols, també es coneix principalment com a màrqueting concentrat, el que significa que les empreses estan utilitzant tots els seus recursos i habilitats en un nínxol en particular. El màrqueting de nínxol s'ha convertit en una de les estratègies de màrqueting més reeixides per a moltes empreses, ja que identifica recursos clau i ofereix al venedor una categoria específica per centrar-se i presentar informació. Això permet que les empreses tinguin un avantatge competitiu sobre altres empreses més grans orientades al mateix grup; com a resultat, genera majors marges de benefici. Les empreses més petites solen implementar aquest mètode, de manera que són capaços de concentrar-se en un aspecte concret i donar-li una prioritat total a aquest segment, cosa que els ajuda a competir amb les empreses més grans.
Algunes especialitats de màrqueting de nínxol ajuden l'equip de màrqueting a determinar els programes de màrqueting i proporcionen establiments clars i específics per als plans de màrqueting i l'establiment d'objectius. Segons (Hamlin, Knight i Cuthbert, 2015), el màrqueting de nínxol sol ser quan les empreses reaccionen a una situació existent.
Hi ha diferents maneres perquè les empreses identifiquin el seu nínxol de mercat, però el mètode més comú que s'aplica per esbrinar un nínxol és mitjançant una auditoria de màrqueting. Aquí és on una empresa avalua múltiples factors interns i externs. Els factors aplicats en l'auditoria identifiquen les debilitats i fortaleses de l'empresa, la base de clients actual de l'empresa i les tècniques de màrqueting actuals. Això ajudaria a determinar quin enfocament de màrqueting s'adaptaria millor al seu nínxol.
Hi ha 5 aspectes o passos clau, que són necessaris per aconseguir un màrqueting de nínxol amb èxit. 1: desenvolupar un pla de màrqueting; 2: centra el teu programa de màrqueting; 3: nínxol per competir amb empreses més grans; 4: nínxol basat en l'experiència; 5: desenvolupar nínxols mitjançant fusions.
Desenvolupar un pla de màrqueting:
El desenvolupament d'un pla de mercat és quan un equip de màrqueting de l'empresa avalua la condició actual de l'empresa, quins nínxols voldria orientar l'empresa i qualsevol competència potencial. Un pla de mercat pot consistir en elements com ara mercat objectiu, interessos del consumidor i recursos; ha de ser específic i clau per a aquest grup de consumidors, ja que aquesta és l'especialitat del màrqueting de nínxol.
Enfoca el teu programa de màrqueting:
Centrar el vostre programa de màrqueting és quan els empleats utilitzen eines i habilitats de màrqueting al màxim de les seves capacitats per maximitzar la consciència del mercat per a l'empresa. El màrqueting de nínxol no només s'utilitza per mantenir un avantatge competitiu en la indústria, sinó que també s'utilitza com una manera d'atreure més consumidors i ampliar la seva base de dades de clients. Mitjançant l'ús d'aquestes eines i habilitats, l'empresa és capaç d'implementar la seva estratègia de manera coherent.
Nínxol per competir contra empreses més grans:
Les empreses més petites i mitjanes poden competir amb el màrqueting de nínxols, ja que poden centrar-se en un nínxol principal, cosa que realment ajuda el nínxol a créixer. Les empreses més petites poden centrar-se a esbrinar els problemes dels seus clients dins del seu nínxol i després poden oferir diferents màrquetings per atraure l'interès dels consumidors.
Nínxol basat en l'experiència:
Quan es formen noves empreses, diferents persones aporten diferents formes d'experiència a l'empresa. Aquesta és una altra forma de màrqueting de nínxol, coneguda com a nínxol basat en l'experiència, on algú amb molta experiència en un nínxol específic pot continuar el mercat per a aquest nínxol, ja que sap que aquest nínxol produirà resultats positius per a l'empresa.
Desenvolupament de nínxols mitjançant fusions:
És possible que una empresa hagi trobat el seu nínxol potencial, però no pot comercialitzar el seu producte/servei al nínxol. Aquí és on s'utilitzen els especialistes de la indústria de la fusió. Com que una empresa pot tenir les eines i habilitats per comercialitzar al nínxol i l'altra pot tenir les habilitats per reunir tota la informació necessària per dur a terme aquest màrqueting. Segons (Caragher, 2008), màrqueting de nínxol, si es fa de manera eficaç, pot ser un concepte molt potent.
En general, el màrqueting de nínxol és una gran estratègia de màrqueting per a les empreses, principalment les petites i mitjanes empreses, ja que és un enfocament de màrqueting específic i senzill. Un cop identificat el nínxol d'una empresa, un equip o venedors poden aplicar el màrqueting rellevant per satisfer els desitjos i demandes d'aquest nínxol.
El màrqueting de nínxols també està estretament relacionat amb el màrqueting directe, ja que el màrqueting directe es pot implementar fàcilment en nínxols dins dels mercats objectiu per a un enfocament de màrqueting més eficaç.

### Màrqueting directe
El màrqueting directe és un mètode que les empreses poden comercialitzar directament a les necessitats i desitjos dels seus clients, se centra en els hàbits de despesa dels consumidors i els seus interessos potencials. Les empreses utilitzen el màrqueting directe com a canal de comunicació per interactuar i arribar als seus consumidors existents (Asllani i Halstead, 2015). El màrqueting directe es fa mitjançant la recollida de dades dels consumidors a través de diversos mitjans. Un exemple és Internet i plataformes de xarxes socials com Facebook, Twitter i Snapchat. Aquests eren alguns mètodes en línia dels quals les organitzacions recopilaven les seves dades per saber què els agrada i volen als seus consumidors, permetent a les organitzacions atendre el que volen els seus mercats objectiu i el seu interès (Lund i Marinova, 2014). Aquest mètode de màrqueting és cada cop més popular a mesura que les dades permeten a les organitzacions elaborar estratègies promocionals més efectives i personalitzar millor les ofertes promocionals que siguin més precises al que els agrada als clients, també permetrà a les organitzacions utilitzar els seus recursos de manera més eficaç. i de manera eficient i millorar les relacions de gestió dels clients. Una eina important que utilitzen les organitzacions en màrqueting directe és el model RFM (recent-freqüència-valor monetari) (Asllani i Halstead, 2015). Malgrat tots els beneficis que pot aportar aquest mètode, pot ser extremadament costós, la qual cosa significa que una organització amb limitacions de pressupost baixes tindria problemes per utilitzar aquest mètode de màrqueting..

## Orientació en línia
Les comunicacions digitals han permès als venedors segmentar els mercats a nivells cada cop més ajustats, fins al consumidor individual. Aquest procés es coneix com a micromàrqueting, ciber-segmentació o hiper-segmentació. En efecte, això permet al venedor seguir tant una estratègia de màrqueting diferenciada com una estratègia de màrqueting de nínxol per arribar als grups més petits del mercat.
La hipersegmentació es basa en una àmplia tecnologia de la informació, grans bases de dades, sistemes de fabricació informàtics i flexibles i sistemes de distribució integrats. Les dades es capturen des de dispositius de comunicacions electròniques, es cartografian i es registren amb un sistema d'informació de gestió. Això permet la integració del comportament observat (dominis als quals s'accedeix) amb motius (implicació de contingut), geogràfiques (adreces IP), dades demogràfiques (detalls de registre autoinformats) i preferències de marca (lleialtat del lloc, adherència del lloc). Les dades addicionals poden incloure variables de comportament com ara la freqüència (visites al lloc), la diversitat incloses les visites a diferents paisatges i la fluïdesa que abasta diversos períodes. El programari d'intel·ligència empresarial programada analitza aquestes dades i, en el procés, també pot obtenir entrades de dades d'altres xarxes d'informació internes. Els venedors i els anunciants poden utilitzar un inventari d'imatges i frases d'estoc per recopilar ofertes de promoció personalitzades en temps real que s'entreguen als compradors potencials amb un gran interès en el producte o que es troben en un estat avançat de preparació del comprador.
Amb l'augment de la disponibilitat de dades de l'escàner electrònic, s'ha centrat més en la investigació dels problemes de micromàrqueting i de preus amb què es troben els minoristes. Investigació l'any 1995 de Stephen J. Hoch et al. va proporcionar evidència empírica del concepte de micromàrqueting. L'any 1997, Alan Montgomery va utilitzar models jeràrquics de Bayes per millorar els procediments d'estimació d'les elasticitats de preu, demostrant que les estratègies de micromàrqueting poden augmentar els beneficis bruts.
Amb l'arribada de les xarxes socials, la publicitat s'ha tornat més eficient per arribar a un públic objectiu relativament petit. La gent està constantment exposada als anuncis i al seu contingut, la qual cosa és clau per al seu èxit. En el passat, els anunciants havien intentat construir marques amb televisió i revistes; tanmateix, els anunciants han estat utilitzant l'orientació al públic com una nova forma de mitjà. L'augment dels usuaris d'Internet i la seva àmplia disponibilitat ho ha fet possible per als anunciants. L'orientació a públics específics ha permès als anunciants canviar constantment el contingut dels anuncis per adaptar-se a les necessitats i interessos de l'espectador individual. El contingut de diferents anuncis es presenta a cada consumidor per adaptar-se a les seves necessitats individuals.
Les primeres formes d'orientació de publicitat en línia van arribar amb la implementació del missatge de correu electrònic personal. La implantació d'internet als anys noranta havia creat un nou mitjà publicitari; fins que els venedors es van adonar que Internet era una indústria multimilionària, la majoria de la publicitat era limitada o il·lícita.
Molts argumenten que el major desavantatge d'aquesta nova era de la publicitat és la manca de privadesa i la falta de transparència entre el consumidor i els venedors. Gran part de la informació recollida s'utilitza sense el coneixement del consumidor ni el seu consentiment. Aquells que s'oposen a l'orientació en línia els preocupa que la informació personal es filtri en línia, com ara les seves finances personals, els registres de salut i la informació d'identificació personal.
Els anunciants fan servir tres passos bàsics per orientar-se a un públic específic: recollida de dades, anàlisi de dades i implementació. Utilitzen aquests passos per recopilar informació amb precisió de diferents usuaris d'Internet. Les dades que recullen inclouen informació com l'edat, el gènere, la raça i molts altres factors que hi contribueixen. Les comunicacions digitals han donat lloc a nous mètodes d'orientació:
- Publicitat adreçable
- Orientació conductual
- Orientació basada en la ubicació
- Segmentació inversa (un enfocament de creació de segments en lloc d'un enfocament de segmentació)

Aquests mètodes es basen en dades recollides a partir de la història de navegació dels consumidors i, com a tal, es basen en el comportament observat en lloc dels comportaments autoinformats. La implicació és que les dades recollides són molt més fiables, però al mateix temps atreuen preocupacions sobre la privadesa del consumidor. Molts usuaris d'Internet no són conscients de la quantitat d'informació que se'ls treu mentre naveguen per Internet. No saben com es recull i per a què s'utilitza. Les galetes s'utilitzen, juntament amb altres sistemes de seguiment en línia, per tal de controlar el comportament a Internet dels consumidors.
Molts d'aquests mètodes implementats han demostrat ser extremadament efectius. Això ha estat beneficiós per a les tres parts implicades: l'anunciant, el productor del bé o servei i el consumidor. Els que s'oposen a l'orientació a la publicitat en línia encara dubten de la seva productivitat, sovint argumentant la manca de privadesa als usuaris d'Internet. S'han establert moltes regulacions per combatre aquest problema als Estats Units.